# Земля Ялаинг
Земля Ялаинг (англ. Yalaing Terra) — обширная светлая возвышенность («земля») на поверхности Титана, самого крупного спутника Сатурна. Находится к югу от тёмной местности Сэнкё (координаты центра — 19°30′ ю. ш. 324°00′ з. д. / 19,5° ю. ш. 324° з. д.). К востоку от земли Ялаинг лежит яркая область Хетпет, а к западу — земля Гаротман.
Максимальный размер структуры составляет 980 км. Земля Ялаинг была обнаружена на снимках космического аппарата Кассини (во время стандартного пролёта около Титана). Названа в честь Ялаинга, земли гармонии для души в австралийской мифологии. Это название было утверждено Международным астрономическим союзом в 2012 году.